# Norra Vrams församling
Norra Vrams församling var en församling i Lunds stift och i Bjuvs kommun. Församlingen uppgick 2006 i Bjuvs församling.

## Administrativ historik
Församlingen har medeltida ursprung. Namnet var tidigt även Vrams församling.
Församlingen var till 1967 moderförsamling i pastoratet Norra Vram och Bjuv som från 1962 även omfattade Risekatslösa församling. Från 1967 var församlingen annexförsamling i pastoratet Bjuv, Norra Vram och Risekaslösa. Församlingen uppgick 2006 i Bjuvs församling.

## Organister
| Verksam | Namn                                 | Levnadstid | Övrigt |
| ------- | ------------------------------------ | ---------- | ------ |
| 1961–   | Monica Inga Maria Lindborg (Hultman) | 1915–      | [ 4 ]  |

## Kyrkor
- Billesholms kyrka
- Norra Vrams kyrka